# Rutigliano
Rutigliano es una localidad italiana de la provincia de Bari, región de Puglia, con 18.086 habitantes.

## Evolución demográfica
| Gráfica de evolución demográfica de Rutigliano entre 1861 y 2001 |
|                                                                  |
| Fuente ISTAT - elaboración gráfica de Wikipedia                  |